# Melissa Dalembert
Melissa Dalembert (ur. 10 kwietnia 1987 w Montrealu) – kanadyjska koszykarka, haitańskiego pochodzenia, występująca na pozycji silnej skrzydłowej.
Jest siostrą gracza NBA – Samuela Dalemberta.

## Osiągnięcia
Indywidualne
- Liderka PLKK w zbiórkach (2012)[2]